# Larvik TIF
Larvik Turn & Idrettsforening is een Noorse omnivereniging, met onder meer Atletiek, Handbal, Turnen, Voetbal en Worstelen als sporten, uit de plaats Larvik.
In 1865 werd de club opgericht en in 1906 werd de voetbalafdeling eraan toegevoegd. In de jaren 1953, 1955 en 1956 wist Larvik TIF het landskampioenschap te behalen. De bekerfinale werd in 1956 bereikt waarin werd verloren van Skeid Oslo met 1-2.

## Erelijst
- Landskampioen

1953, 1955, 1956
- Beker van Noorwegen

Finalist: 1956

## Bekende (oud-)spelers)
- Harry Boye Karlsen